# 凤凰座
凤凰座是南天小星座，以神话中的不死鳥命名，由彼得·德克斯宗·凱澤和弗雷德里克·德·豪特曼率先划分，彼得勒斯·普朗修斯标上天体仪，約翰·拜耳1603年印成《測天圖》出版。法国探险家兼天文学家尼可拉·路易·拉卡伊1756年将星座中最明亮的恒星画上星图，并以拜耳命名法分配希腊字母。星座赤纬位于−39°至−57°左右，赤经在23.5h到2.5h范围。凤凰座、天鹤座、孔雀座、杜鵑座合称南天四鸟。
火鳥六是星座中最明亮的恒星，是2.37视星等的明亮橙巨星。第二亮的火鳥九由两颗橙巨星组成，聯星合并视星等3.31。鳳凰座ν有岩屑盤。人类已在凤凰座十个恒星系发现行星，进入21世纪后还发现鳳凰座星系團与埃尔戈尔多星系团，这两个星系团规模在可觀測宇宙名列前茅，与地球分别相距57亿和72亿光年。輻射點在凤凰座的流星雨有两场，分别在7月和12月，最新研究结果表明可能还有另外七场。

## 历史

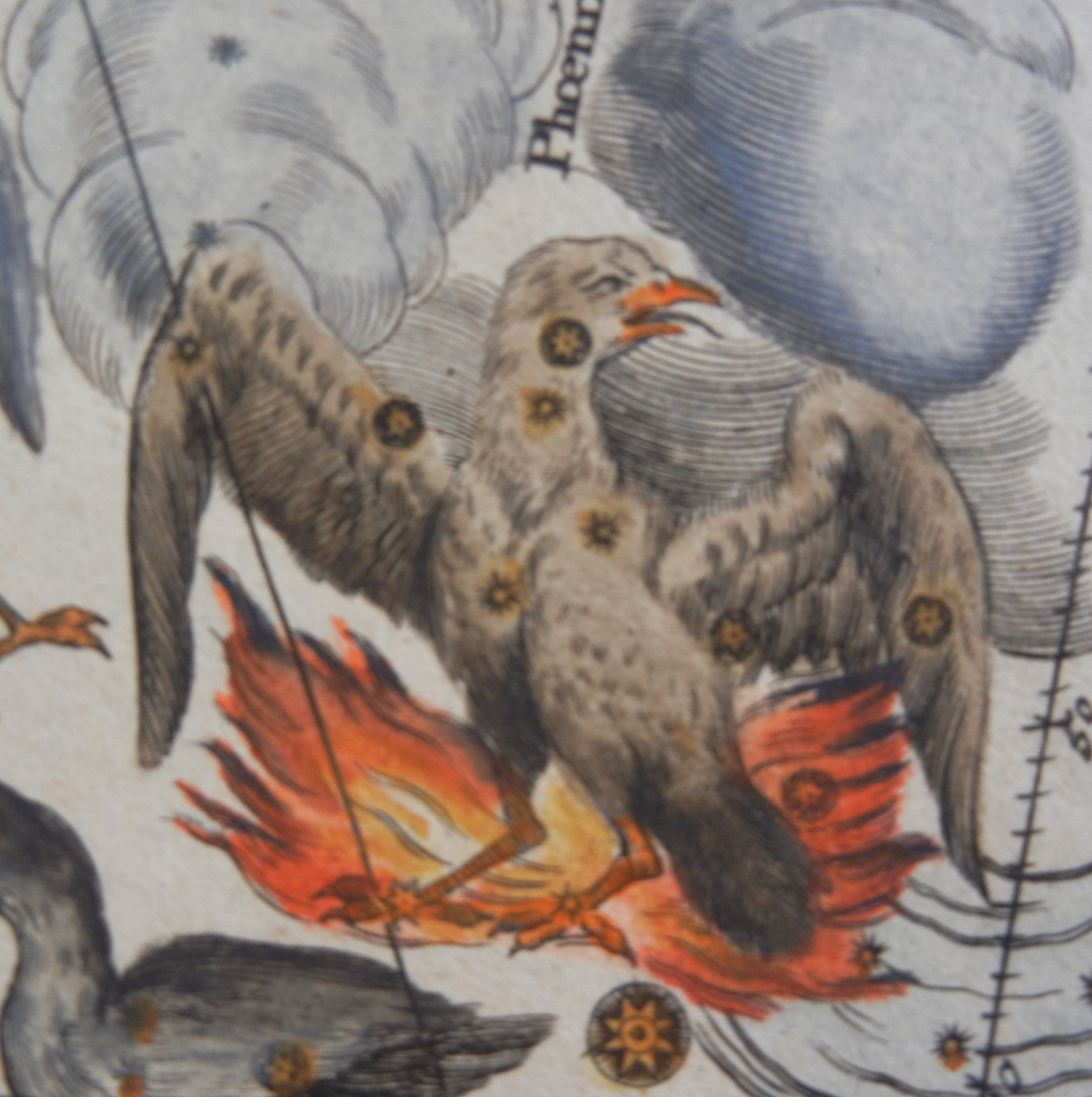
1742年左右约翰·加布里埃尔·多贝玛亚《天球图谱》上的凤凰座

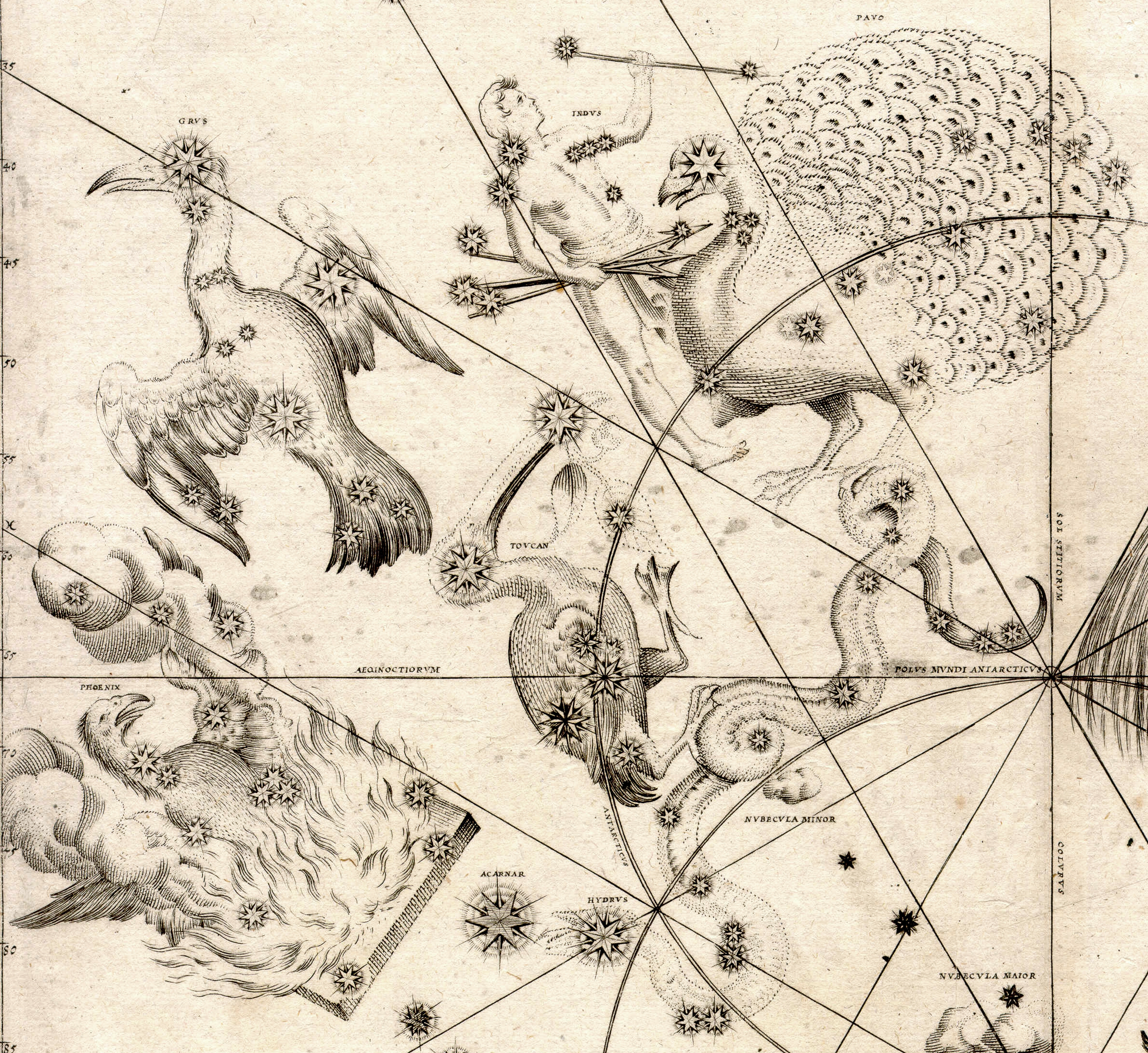
約翰·拜耳《測天圖》上的南天四鸟，凤凰座位于左下

荷兰领航员兼探险家彼得·德克斯宗·凱澤和弗雷德里克·德·豪特曼曾跟随第一次荷兰远征印度尼西亚船队前往东印度，两人在南天划出十二个星座，其中最大的就是凤凰座。1597或1598年，彼得勒斯·普朗修斯与约道库斯·洪第乌斯在阿姆斯特丹合作，把十二星座印上35厘米直径天体仪发布。德国天体绘图师約翰·拜耳1603年出版《測天圖》，是第一部印有凤凰座的天体图集。德豪特曼同年将星座划入南天星表，取荷兰语名称，意为“凤凰”，代表古典神话中的不死鳥。星座中最亮的恒星火鳥六（即“凤凰座α”）又名（安卡），源自阿拉伯语“‎العنقاء”（‎），意即凤凰，是1800年左右以凤凰座新创的词。
天体历史学家理查德·艾伦（Richard Allen）指出，凤凰座群星古代天文学就自成一体，这与普朗修斯或尼可拉·路易·拉卡伊划分的其他星座不同，阿拉伯人将这片星空看作小驼鸟、狮鹫或老鹰，还曾把这片恒星想象成小船，在波江座代表的河流航行。在艾伦看来，现代天文学纳入的凤凰座与其说是发明，不如视为改编。
中国古代将凤凰座最亮恒星凤凰座α（后起名火鸟六）与邻近的玉夫座恒星联系起来，组成捕鸟的网“八魁”。尤利乌斯·席勒认为凤凰座和相邻的天鹤座代表大祭司亞倫。凤凰座、天鹤座与附近的孔雀座、杜鵑座合称“南天四鸟”。

## 简介
凤凰座是南天小星座，在明亮的水委一附近，北接天炉座和玉夫座，西靠天鹤座，南挨杜鵑座并与水蛇座一角相邻，东侧和东南面是波江座。1922年，國際天文聯會确定以三字母缩写代表凤凰座。比利时天文学家尤金·德爾波特1930年正式划分星座边界，凤凰座呈十条边组成的多边形（见文首信息框）；星座在赤道坐標系統的赤经位于23h 26.5m至02h 25.0m范围，赤纬在−39.31°至−57.84°之间。北纬40度线以北看不到凤凰座，赤道以北最多只能在地平线上很小的范围内看到，澳大利亚、南非等南半球地点在春末比较容易观测。凤凰座大部分恒星位于水委一、北落师门和土司空三大明亮恒星组成的三角范围内或附近，其中火鳥六靠近三角区中间。

## 显著特点

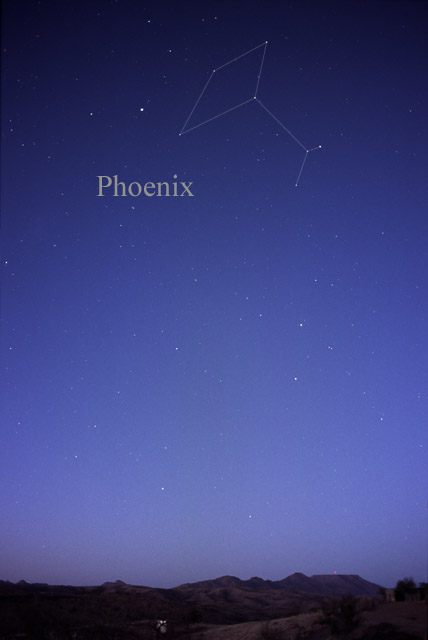
凤凰座可以肉眼识别

### 恒星
阿拉伯人古时把火鸟六、火鳥五、火鳥七、火鳥九、鳳凰座ν与火鳥十连成代表小船的弯曲线条。1756年，法国探险家兼天文学家尼可拉·路易·拉卡伊用拜耳命名法为凤凰座恒星分配α到ω共24个字母。本杰明·阿普索普·古尔德等后世天文学家认为ο、ψ和ω代表的恒星过于黯淡，无需分配字母，除ψ后来用于另一恒星外，ο和ω均不再沿用。
凤凰座以2.37视星等的火鸟六最亮，是光谱等级的橙巨星，距地球77光年，围绕人类目前还缺乏了解的天体旋转。3.9视星等的火鳥五离火鸟六很近，是光谱等级的主序星。火鳥九是凤凰座第二亮恒星，位于星座中央，由两颗光谱等级的橙巨星组成。两星分别是4.0和4.1视星等，聯星合并亮度3.31视星等，以168天轨道周期围绕彼此旋转。水委二又称“午伦”（Wurren），离地约三百光年，是大陵五型食双星，视星等以1.7天（40小时）为周期在3.9至4.4范围变动，组成食双星的两颗蓝白色B类星相距仅0.5天文单位并围绕彼此旋转，所以亮度不断变化，其中还有轨道周期超过五百年的第三颗星体，距前两颗星约六百天文单位。1976年，科研人员经计算认定水委二内还包括8.0视星等的第四颗恒星。凤凰座AI是1972年发现的食双星，科学家根据双星长期的相互掩食效应，结合光谱和天文数据精确测算恒星质量与半径，进而利用数据核实恒星特征及与造父变星相隔的距离。为避免太阳干扰，长期的掩食效应需从太空观测。火鸟十是光谱等级的紅巨星，离地235光年，亮度在3.39至3.49视星等范围变动。鳳凰座ψ也是红巨星，光谱等级，视星等以约30天为周期在4.3至4.5范围闪烁。凤凰座W距地球340光年，质量约为太阳八成五，直径达85倍，是视星等以333.95天为周期在8.1至14.4范围变动的刍藁变星兼红巨星，光谱等级在至范围波动。凤凰座SX位于火鸟六以西约6.5度，同样属变星，亮度在7.1至7.5视星等范围闪烁，变化周期仅79分钟，光谱等级在2至4变化。凤凰座SX还是鳳凰座SX型變星的原型。鳳凰座ρ与鳳凰座BD都是矮造父變星，这类变星的闪烁周期很短（不超过六小时），曾用于充当宇宙距离尺度，是星震學研究的重要目标。鳳凰座ρ的光谱等级是，视星等以2.85小时为周期在5.2至5.26范围变动。凤凰座BD光谱等级，亮度在5.9至.594视星等范围闪烁。鳳凰座ν是4.96视星等的黄白主序星，光谱等级，离地49光年，质量超太阳两成，估计周围很可能有岩屑盤，是凤凰座距地球最近且肉眼可见的恒星。葛利斯915是离地仅26光年的白矮星，亮度13.05视星等，肉眼无法观察，白矮星是密度极大的恒星，质量达恒星标准，体积却只有地球大小。葛利斯915的质量约为太阳八五成，表面重力达108.39±0.01（2.45×108）cm⋅s−2，约为地球的25万倍。
人类已在凤凰座十个恒星系发现行星，其中四个是超廣角尋找行星计划发现。HD 142是5.7视星等的黄巨星，拥有1.36倍木星质量的行星，轨道周期328天。HD 2039是9.0视星等的黄次巨星，离地约330光年，行星HD 2039 b拥有约六倍木星质量。9.29视星等的WASP-18拥有类木星炽热行星WASP-18b，围绕恒星的公转周期不到一天。科学家推测该行星导致WASP-18看起来历史更长久。WASP-4与WASP-5都是离地约一千光年的类太阳黄色恒星，亮度均为13视星等，都有尺寸超过木星的行星。WASP-29是11.3视星等的橙矮星，光谱等级，拥有质量和尺寸类似土星的行星，轨道周期仅3.9天。
WISE J003231.09-494651.4与WISE J001505.87-461517.6都是廣域紅外線巡天探測衛星发现的棕矮星，距地球分别63和49光年。人类发现棕矮星前就曾假定存在这种星体，它们的质量大于行星，但不足以达到恒星核聚变所需，人类已在观测天空时发现很多。
HE 0107-5240是非常古老的恒星，金屬量约为太阳二十万分之一，据信肯定是在宇宙早期形成。该星亮度仅15.17视星等，比肉眼可见的最黯淡星体还暗近万倍，离地3.6万光年。

### 深空天体
凤凰座不在銀河平面，而且没有显著星团。NGC 625是不规则矮星系，亮度11视星等，距地球约1.27亿光年但直径只有2.4万光年，属玉夫座星系群外围成员。估计NGC 625是星系碰撞而成，预计会大量形成恒星。NGC 37是14.66视星等的透鏡狀星系，直径约42秒差距（13.7万光年），约有129亿年历史。不规则星系NGC 87与NGC 88、NGC 89和NGC 92三个螺旋星系合称羅伯特四重星系，相距约1.6亿光年，正在碰撞与合并。这些星系都在半径1.6弧分（相当于7.5万光年）范围。ESO 243-49星系内的HLX-1是人类所知第一个中等質量黑洞，估计是矮星系与ESO 243-49撞击后的残留。此前人类对中等质量黑洞的了解全部来自假设。
2010年，人类在凤凰座发现庞大的鳳凰座星系團，宽730万光年，已有57亿年历史，质量在已知星系团名列前茅，估计中央星系每年形成740颗恒星。埃尔戈尔多星系团正式名称“0102-4915”，比凤凰座星系团更大，2012年发现。埃尔戈尔多星系团离地约72亿光年，包含两个相互碰撞的子星系团，喷发大量炽热气体，可以从X射线和红外图像观测。

### 流星雨
凤凰座是两场流星雨的輻射點，其一是鳳凰座流星雨，又称12月凤凰座流星雨，人类在1887年12月3日首度发现。1956年12月的凤凰座流星雨特别强烈，估计是由布朗平彗星解体所致。12月流星雨在12月4至5日最活跃，但不是每年都有。七月凤凰座流星雨规模不大，1957年首度发现但并非每年都有，在7月14日左右达到高峰，平均每小时出现约一颗，7月3至18日随时可能出现。2017和2020年的最新研究结果表明火鸟六、鳳凰座ρ、水委二、鳳凰座ψ、鳳凰座ν和凤凰座χ位置每年都有流星雨，凤凰座σ在2020年发现流星雨，但有待进一步观测。